# 堯里克山
11°53′07″S 76°12′20″W / 11.88528°S 76.20556°W
堯里克山（Yawriq），是秘魯的山峰，位於該國中南部利馬大區，由瓦羅奇里區和聖馬特奧區負責管轄，屬於秘魯中部山脈的一部分，海拔高度5,235米。